# Pachycordyle
Pachycordyle is een geslacht van neteldieren uit de  familie van de Bougainvilliidae.

## Soorten
- Pachycordyle kubotai Stepanjants, Timoshkin, Anokhin & Napara, 2000
- Pachycordyle mashikoi (Itô, 1952)
- Pachycordyle michaeli (Berrill, 1948)
- Pachycordyle napolitana Weismann, 1883
- Pachycordyle navis (Millard, 1959)
- Pachycordyle pusilla (Motz-Kossowska, 1905)